# アロン (黒夢の曲)
「アロン」は、日本のロックバンド、黒夢の14枚目のシングル。2011年5月25日にavex traxから発売された。

## 概要
- 復活後2枚目のシングル。3形態で発売され、各形態ともトレーディングカードが全5種類のうち1種類がランダムで封入されている。
- アロンは『バイオハザード ザ・マーセナリーズ 3D』CMソング
- 「NEW ROSE」はダムドのカバー曲。『ザキ神っ! 〜ザキヤマさんとゆかいな仲間たち〜』サポーターソング
- ソロ名義で発売された『エレジー』にはアコースティックバージョンとして収録されている。
- 終盤のコーラスではサポートメンバーのK-A-Zの第一子が参加している。

## 収録曲

### TYPE A
| 全作詞・作曲: 清春、全編曲: 黒夢, 三代堅。 |                                 |      |            |      |
| #                                          | タイトル                        | 作詞 | 作曲・編曲 | 時間 |
| 1.                                         | 「アロン」                      | 清春 | 清春       | 4:54 |
| 2.                                         | 「アロン (THE LOWBROWS remix)」 | 清春 | 清春       | 3:25 |

| #  | タイトル                             | 作詞 | 作曲・編曲 |
| -- | ------------------------------------ | ---- | ---------- |
| 1. | 「アロン (Music Video D.O.L. Ver.)」 |      |            |
| 2. | 「アロン (Music Video Making)」      |      |            |

### TYPE B
| 全作詞・作曲: 清春、全編曲: 黒夢, 三代堅。 |                                 |      |            |      |
| #                                          | タイトル                        | 作詞 | 作曲・編曲 | 時間 |
| 1.                                         | 「アロン」                      | 清春 | 清春       | 4:56 |
| 2.                                         | 「アロン (THE LOWBROWS remix)」 | 清春 | 清春       | 3:25 |

| #  | タイトル                              | 作詞 | 作曲・編曲 |
| -- | ------------------------------------- | ---- | ---------- |
| 1. | 「Document of 黒夢 2011.1.29 & 2.26」 |      |            |

### TYPE C
| 全編曲: 黒夢, 三代堅。 |              |             |             |      |
| #                      | タイトル     | 作詞        | 作曲        | 時間 |
| 1.                     | 「アロン」   | 清春        | 清春        | 4:56 |
| 2.                     | 「New Rose」 | Brian James | Brian James | 2:38 |

## カバー
- 2015年、凛 (トリビュートアルバム『黒夢リスペクト・アルバム 『Revision Underwear』』に収録)